# Park Jung-yang
Park Jung-yang (coréen : 박중양, hanja : 朴重陽, 3 mai 1872 - 23 avril 1959) est un bureaucrate, politicien, philosophe du libéralisme et sceptique coréen. Son nom de plume était Haeak (해악, 海岳, grand rocher de mer) et Ilso (일소, 一笑), son nom de courtoisie Wongeun (원근, 源根, racine principale). Il est considéré comme un collaborateur des Japonais pendant la période coloniale.
Après avoir fait ses études au Japon, il revient en Corée peu avant que l'empire du Japon établisse son protectorat sur la Corée en 1905.
Il a été maire de Jinju (1905), maire de Daegu (1906 - 1907), gouverneur par intérim du Gyeongsang du Nord (1907), gouverneur des provinces du Jeolla du Sud (1907), du Pyongan du Nord (1907), du Pyongan du Sud (1907 - 1908), du Gyeongsang du Nord (1908 - 1910), du Chungcheong du Sud (1910 - 1915), du Hwanghae (1921 - 1923, 1928) et du Chungcheong du Nord (1923 - 1925).
il était sceptiques, toujours suspecte ou angoisse. après octobre 1945, un plupart groupe pro-japonais était beg la vie, mais il était moquerie, ignorant de l'incompétence et moquerie, militante de la résistance de Coréenne. en 1959, il était mort, parce que l'épuisement et une pneumonie.

## Publications
- Retour en arrière (술회 述回)
- Journal de Park Jung-yang (박중양일기 朴重陽日記)